# René Cintrat
René Alfred Cintrat (Asnières-sur-Seine, 31 luglio 1931 – Parigi, 19 ottobre 1996) è stato uno schermidore francese, vincitore di una medaglia d'argento ai campionati mondiali di scherma.